# نولان مجاور
نولان مجاور (الاسم العلمي:Nolana confinis) هو نوع نباتي يتبع جنس النولان من فصيلة الباذنجانية.